# Уполовников, Тимур Александрович
Тимур Александрович Уполовников (род.23 июня 1975, Санкт-Петербург) — бизнесмен, главный редактор журнала RIDE, телеведущий, радиоведущий, бизнес-тренер, автор методики «Личное продвижение руководителя как эффективный метод развития бизнеса», руководитель продюсерского центра, специализирующегося на продвижении коммерческих YouTube-каналов.

## Биография

### Образование и общественная деятельность
1992 год — окончил школу с золотой медалью.
1997 год — окончил Санкт-Петербургский государственный университет экономики и финансов по специальности «Ценные бумаги».
С 1996 года — создал ряд коммерческих предприятий.
С 2010 года — издает журнал RIDE и является его главным редактором. 
С 2011 года — ведущий авторской программы «RIDE лиц со страниц» на телеканале «Ваше общественное телевидение!».
2012 год — получил членство в Международной федерации журналистов.
С 2013 года - ведет авторскую программу "В движении" на радио Business FM.
Награждён Почётной грамотой Администрации Санкт-Петербурга «За большой вклад в развитие топливно-энергетического комплекса».

## Публицистика
- В твиттере
- Канал на Youtube
- Коллекция на Яндекс-видео